# Метрики рівня автора
 Метрики рівня автора — це метрики цитувань що вимірюють бібліометричний вплив (коефіцієнт впливовості, наукометричні коефіцієнти) окремих авторів, дослідників, академіків та науковців.

## Список метрик

### Індекс i10
Індекс i10 показує число академічних публікацій автора, які процитувовані принаймі в 10 джерелах. Впроваджена в липні 2011 компанією Google в рамках роботи над Google Scholar.

## Зноски
1. ↑  Connor, James; Google Scholar Blog. «Google Scholar Citations Open To All», Google, 16 November 2011, retrieved 24 November 2011

| Наукометрія | Це незавершена стаття з наукометрії. Ви можете допомогти проєкту, виправивши або дописавши її. |